# Снајфелсјекидл (ледник)
Снајфелсјекидл ледник је стратовулкан прекривен ледом стар 700.000 година и налази се на најзападнијем делу полуострва Снајфелнес на Исланду. Једна од најпрепознатљивих локација на Исладу, будући да се спомиње у чувеном делу Жила Верна, Пут у средиште земље. Снајфелсјекидл је уједино и национални парк, а први пут у августу 2012. године догодило се да се лед у попуности истопи.

## Геологија
Стратовулкан се састоји од бројних бочних купа, са највећом у средини. Из горњих купа настају интермедијарне и киселе лаве, док се у доњним јавља типична базалатна лава. Последња ерупција вулкана забележена је између 100. и 300. године нове ере. Сматра се да је била експлозивног карактера, праћена изливањем лаве.
Национални парк Снајфелсјекидл захвата површину од 170 km². Најјужнији део парка простире се до Хаухрејна који се налази у регији Дагвердарауа док најсевернији део досеже до Гивискаулара. Лава је угланвом прекиривена маховином. Северне обронке пресеца долина Ејстејндалир и одваја их од стрмих планина.
Брда која се налазе северно од ледика, у околини Баурдаркјисте, грађене од вулканског туфа, а настала су током подледничке ерупције или испод површине мора. Лава из централног дела националног парка формирана је у два типа-назупчена и глатка. Већина лаве изашла је из главног и бочних кратера. Област око Снајфесјекидла позната је по бројним пећинама, али и мањим вулканима попут Пирхоулара, Саксхолуара, Хоулахолуара.

## Историја
Постоје археолошки остаци из периода насељавања Исланда пре око 11.000 година. У близини Гивискаулара постоји неколико велики купустих структура непознатог порекла, за које се сматра да су старе између 500 и 700 година. Ово су вероватно најстарији остаци који који с у вези са риболовом у Скандинавији. Неки људи верују да су ова места служила као светилишта за ирске монахе који су можда некад живели на том подручју.

## Риболов
Риболов је процветао у 13. веку, а то је довело и до пораста броја становника око ледника. На брду Ингјалдскоулдл подигнута је црква још пре 1200. године. Њена величина указује на велики број становника који је живео око ледника и у непссредној околини. Риболов је био развијен на отвореном мору, а нарочито на локацији Дритвик. Током 19. века долази до смањења риболова због промене технике пецања. Данас су некадашња рибарска насеља оријентисана на туризам.